# Valmet L-70 Vinka
El Valmet L-70 Vinka es un avión militar finés, de entrenamiento básico, con motor de pistones, diseñado en la década de 1970. Fueron construidos 30 aviones para la Fuerza Aérea Finlandesa, en la década de 1980, solo uno de los modelos fue exportado a Costa Rica, formó la base del avión impulsado por turbohélice Aermacchi M-290 RediGO.

## Diseño y desarrollo
Valmet comenzó el trabajo de diseño en septiembre de 1970, como reemplazo del Saab Safir en la Fuerza Aérea de Finlandia como instructor básico. Valmet recibió un pedido de la Fuerza Aérea Finlandesa para el desarrollo adicional del L-70 en marzo de 1973. El primer prototipo hizo su vuelo inaugural desde el aeropuerto de Halli por primera vez el 1 de julio de 1975.
El avión es un monoplano de ala baja con toda la estructura de metal y con un tren de aterrizaje triciclo y fijo. Está propulsado por un motor de pistón de cuatro tiempos,  Lycoming O-360 de 200 cv (149 kW) conduciendo de una hélice de dos palas. En su papel principal de entrenamiento, el alumno y el instructor se sientan lado a lado bajo una cúpula de gran tamaño. Otros dos asientos o una camilla médica y se pueden utilizar e a la función de enlace, mientras que las alas están equipadas con cuatro puntos de anclaje para llevar los almacenes externos.
La Fuerza Aérea Finlandesa hizo un pedido de 30 aviones, que fueron designados Vinka el 28 de enero de 1977, el avión se construyó en la planta Valmet de Kuorevesi.
Para septiembre de 2022, la Fuerza Aérea Finlandesa, ha dado de baja todos los Vinka aun en operaciones. Solo un modelo del avión está en servicio activo en Costa Rica.

## Historia operacional
El Vinka entró en servicio el 13 de octubre de 1980 y las entregas continuaron hasta el año 1982. Los aspirantes a pilotos del reactor British Aerospace Hawk en la Fuerza Aérea Finlandesa vuelan alrededor de 100 horas en el Vinka en la Academia General del Aire en Kauhava.
Valmet intentó comercializar el avión a nivel internacional bajo el nombre Valmet L-70 Miltrainer, pero no siguieron los pedidos.
Actualmente solo una aeronave de esta fue exportada con éxito a Costa Rica para la Landmark Flight Academy, la aeronave fue modificada para vuelo de entrenamiento civil en Costa Rica y opera como aeronave de escuela de aviación, bajo el id de TI-CST, siendo esta la última unidad operativa en el mundo.
Para septiembre de 2022, la Fuerza Aérea Finlandesa retiro los Valmet Vinka restantes en su flota de entrenamientos.

## Operadores

### Militares
Fuerza Aérea Finlandesa

### Civiles
Landmark Flight Academy Costa Rica

## Valmet L-80 Turbo Vinka
Después de haber intentado, sin éxito, para comercializar el L-70 Vinka para el mercado de exportación, Valmet desarrolló una versión turbohélice con una nueva ala y tren de aterrizaje retráctil. Este avión se le dio la designación L-80 TP Turbotrainer. El prototipo (OH-VBB), impulsado por un motor turbohélice Allison 250 de 360 HP (268 kW), hizo su primer vuelo el 12 de febrero de 1985, pilotado por Paavo Janhunen. El prototipo fue destruido en un siniestro el 24 de abril de ese año, matando al piloto Paavo Janhunen y a su observador de vuelo. El segundo prototipo fue bautizado Valmet L-90 TP y se utilizó para el desarrollo del Valmet L-90 TP RediGO o Aermacchi M-290 RediGO (ambas versiones ortográficas se encuentran en los folletos del fabricante).

## Galería de fotos

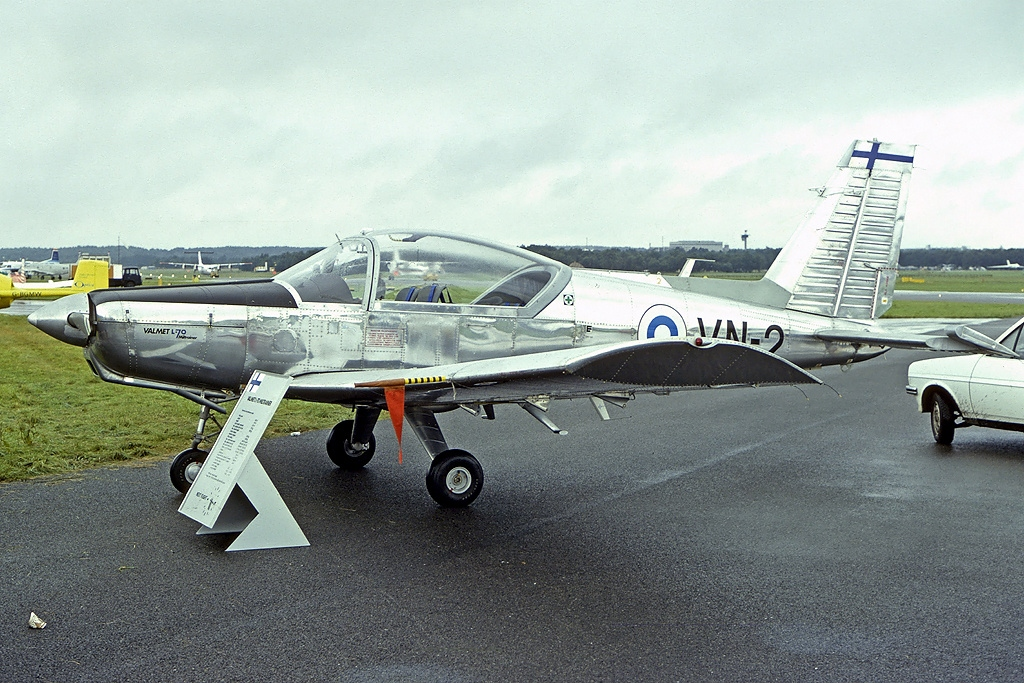
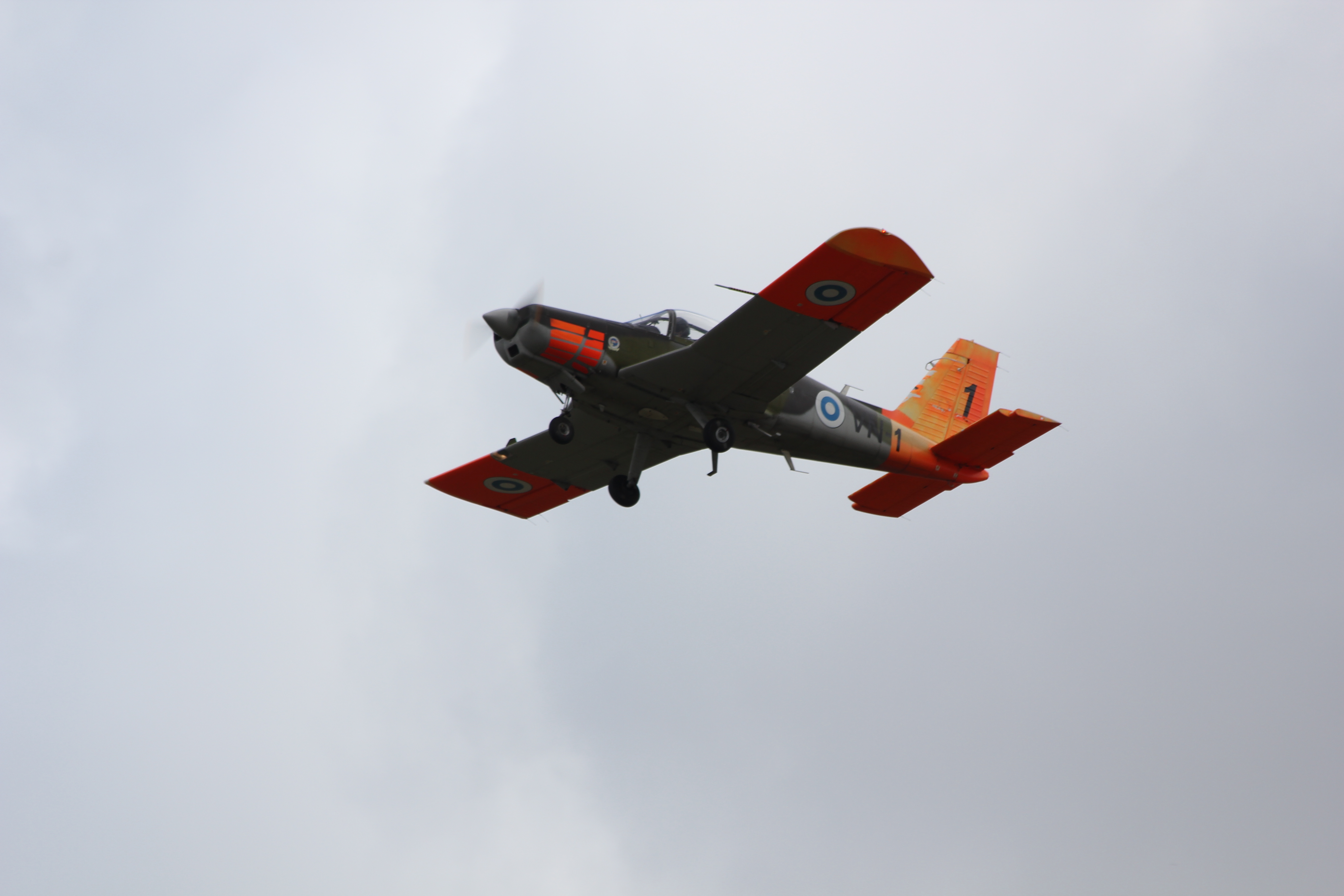
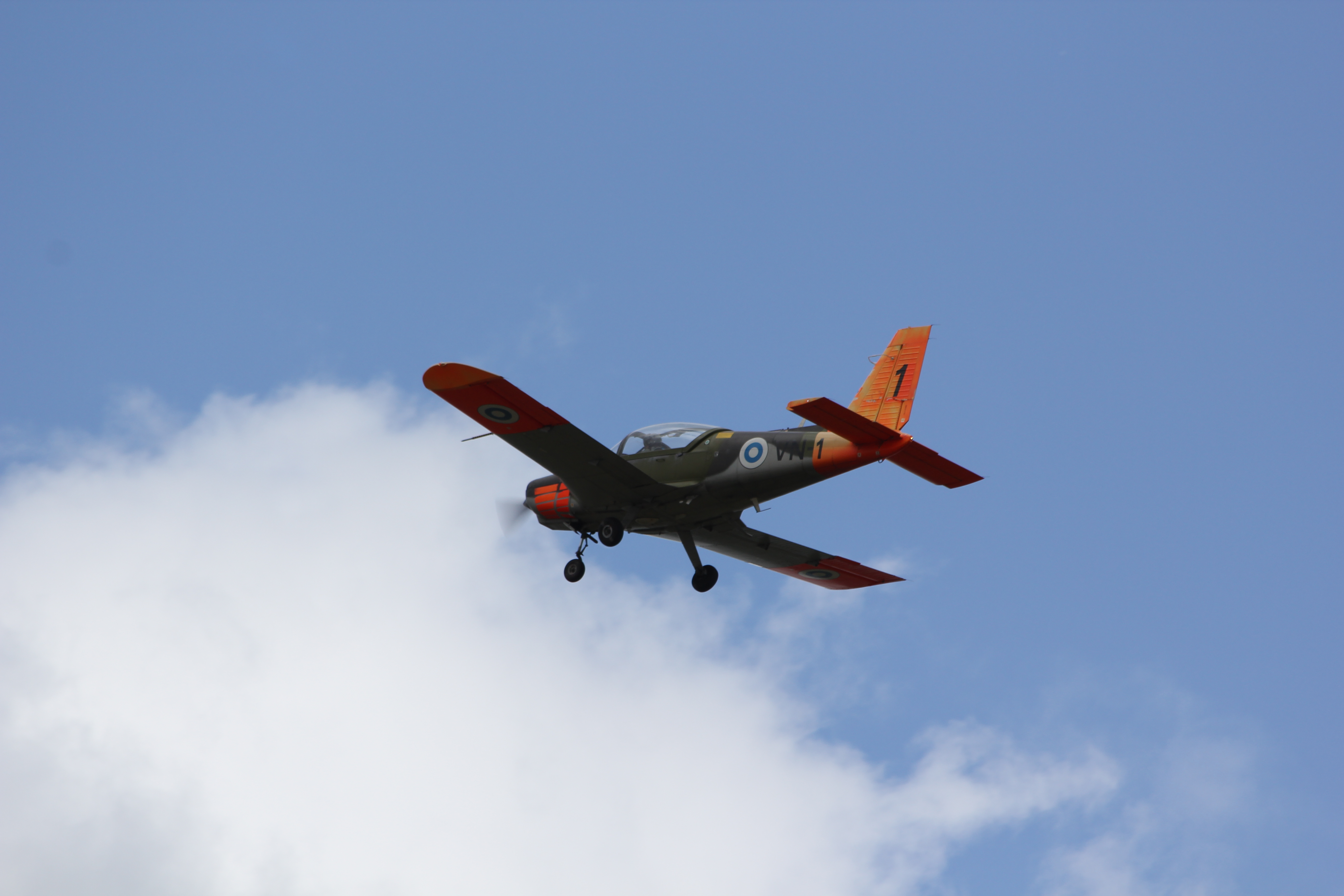
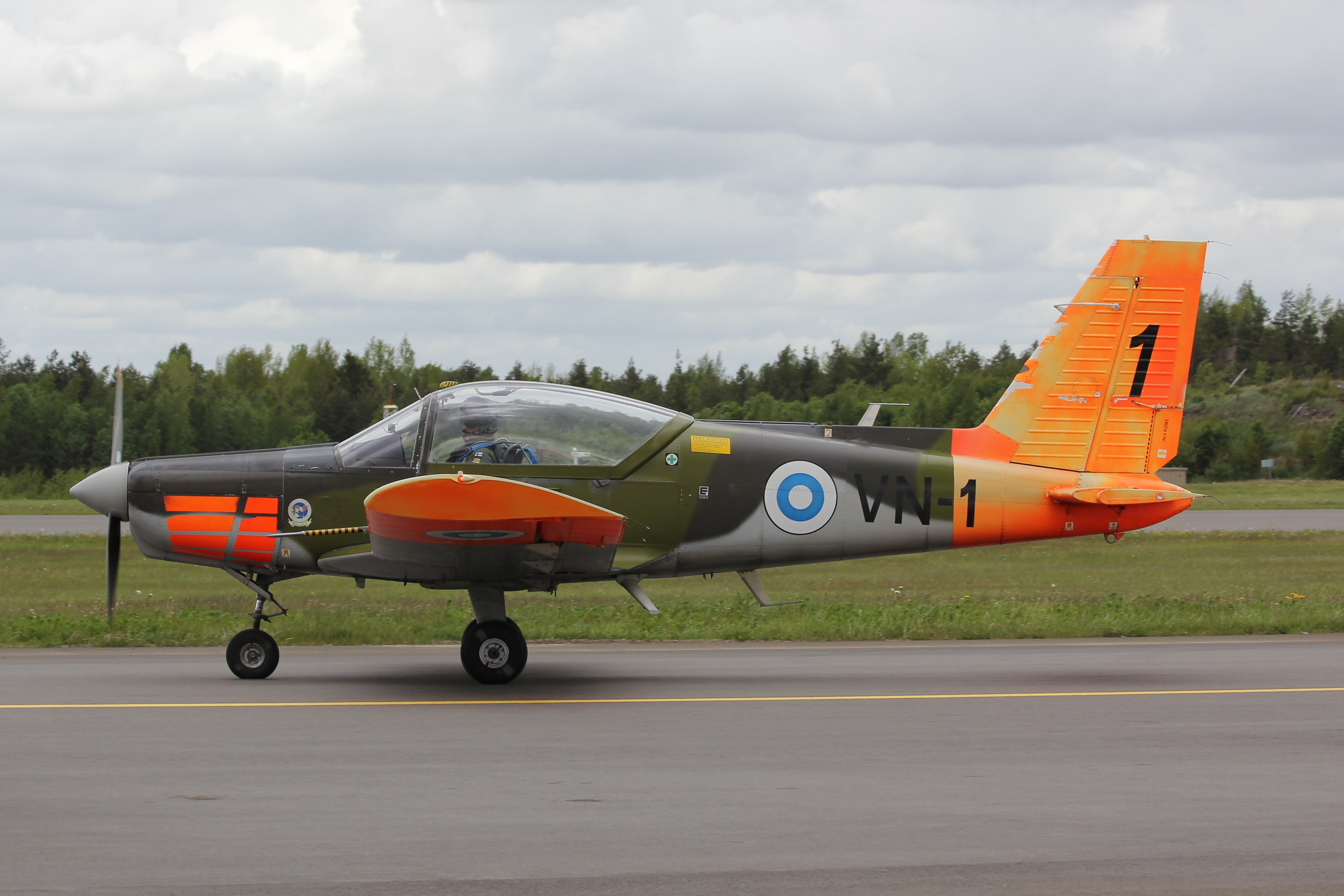
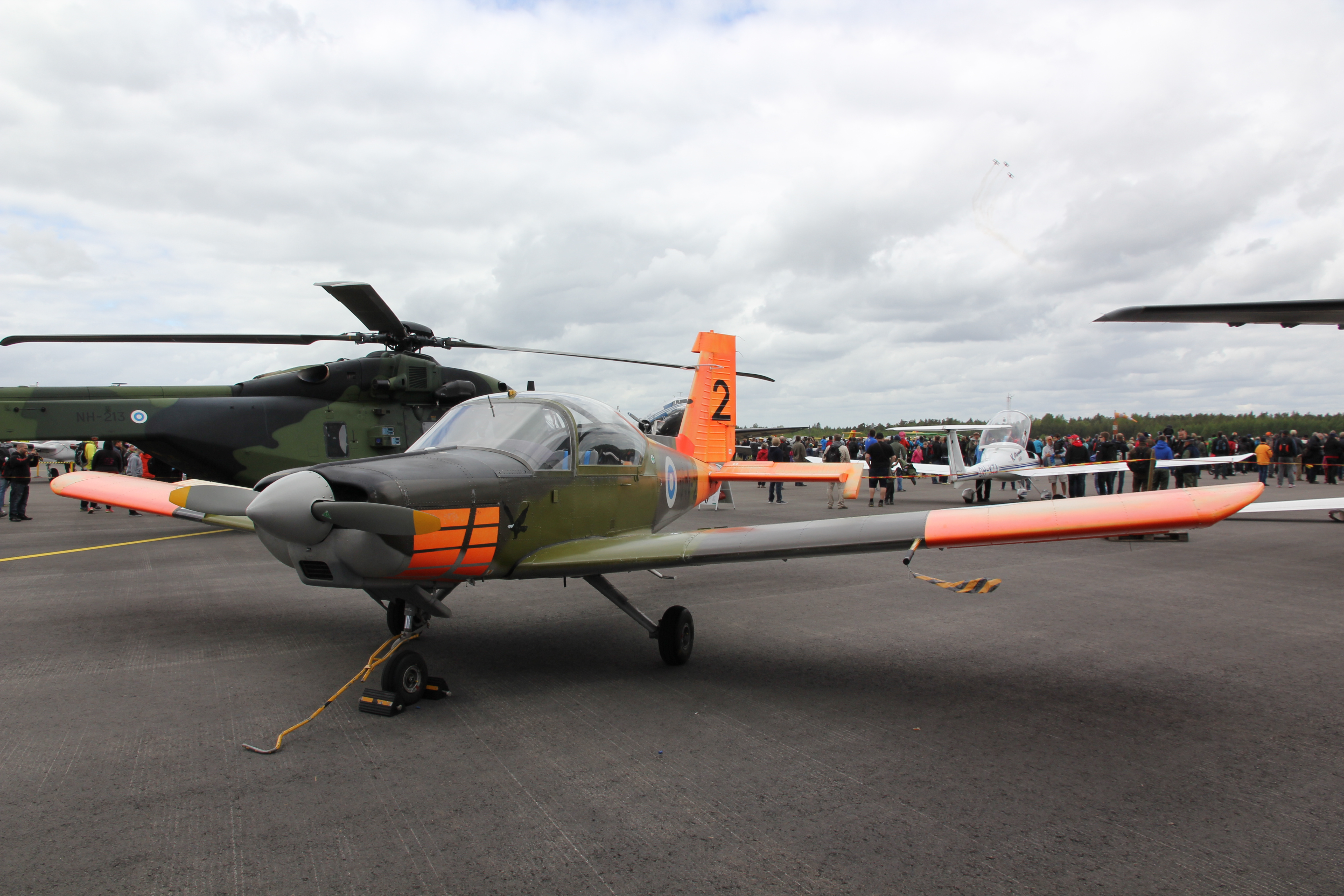
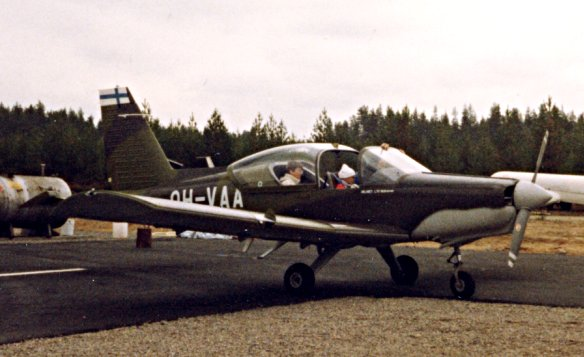
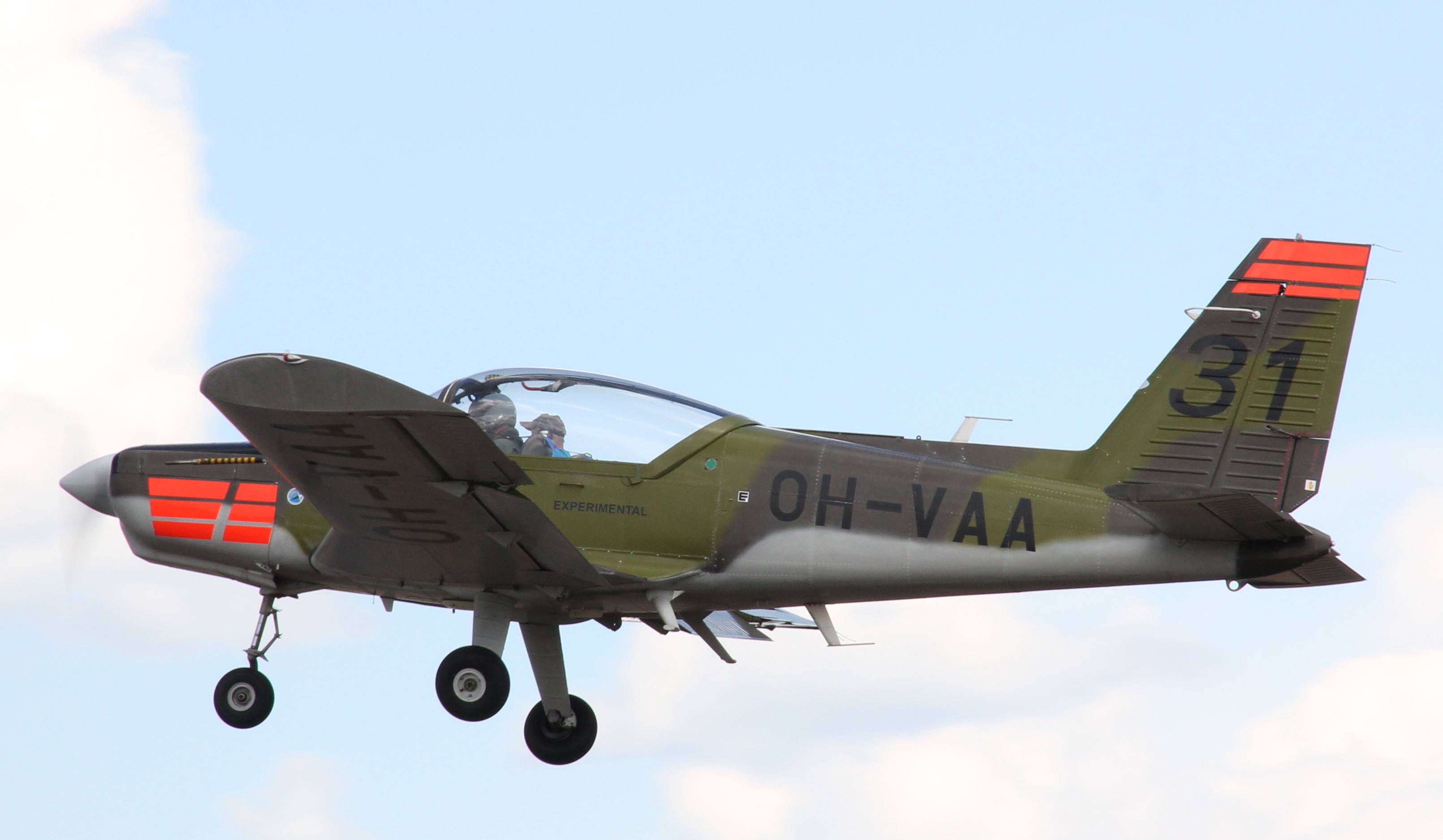

## Especificaciones

### Características generales
- Tripulación: 2 (estudiante e instructor)
- Capacidad: hasta 2 pasajeros adicionales)
- Longitud: 7,5 m
- Envergadura: 9,85 m
- Altura: 3,31
- Superficie alar: 14 m²
- Perfil alar: NACA 632A615 modificado
- Peso vacío: 767 kg
- Peso cargado: 1.050 kg
- Peso útil: 500 kg
- Peso máximo al despegue: 1.250 kg
- Planta motriz: 1× motor refrigerado por aire de cuatro tiempos Avco Lycoming AEIO-360-A1B6.
  - Potencia: 149 kW (205 HP; 203 CV)

### Rendimiento
- Velocidad nunca excedida (Vne): 360 km/h (224 MPH; 194 kt)
- Velocidad máxima operativa (Vno): 240 km/h (149 MPH; 130 kt)
- Velocidad crucero (Vc): 222 km/h (138 MPH; 120 kt)
- Velocidad de entrada en pérdida (Vs): 85 km/h (53 MPH; 46 kt)
- Alcance: 860 km (464 nmi; 534 mi)
- Techo de vuelo: 5000 m (16 404 ft)
- Régimen de ascenso: 5,7 m/s (1122 ft/min)

### Armamento
- Puntos de anclaje: 4 bajo las alas con una capacidad de 250 kg, para cargar una combinación de:  
  - Bombas: bombas de 50 kg
  - Cohetes: contenedores de cohetes de práctica.